# Wilimy
Wilimy (niem. Willims, dawniej Suszekaym) – wieś w Polsce położona w województwie warmińsko-mazurskim, w powiecie olsztyńskim, w gminie Biskupiec.
W latach 1975–1998 miejscowość administracyjnie należała do województwa olsztyńskiego.
Wieś  warmińska położona w pobliżu jeziora Dadaj oraz rozległych kompleksów leśnych (Nadleśnictwo Wipsowo), z licznymi gatunkami drzew liściastych (duże dęby, buczyna). Wieś położona w krajobrazie rolniczym oraz górnym biegiem rzeki Biesówki i licznymi oczkami wodnymi. Panoramę wsi najwygodniej można oglądać od strony Droszewa i przy wyjeździe z wsi.
Walory kulturowe wiążą się przede wszystkim z zabudową mieszkalną i gospodarczą. Ciekawa architektonicznie jest zabudowa kolonijna o charakterystycznym układzie działek i proporcjach budynków. Wcześniej były tu chałupy drewniane z połowy XIX w., szczytowe, o konstrukcji zrębowej „na jaskółczy ogon”, z dachami siodłowymi krytymi strzechą, posiadały koźliny, śparogi lub pazdury. Do czasów współczesnych przetrwały tylko nieliczne. Ciekawym obiektem architektonicznym jest także dawna szkoła oraz wiadukt znajdujący się przed wsią (obecnie nieużytkowany). 
We wsi znajdują się kapliczki warmińskie (w większości otynkowane) oraz drewniany krzyż ulokowane przy zabudowie kolonijnej oraz przy wyjeździe do drugiej części Wilim (turystycznej). Wilimy składają się z dwóch części, typowej, historycznej wsi i obszaru rekreacyjnego ze współczesną zabudową letniskową i ośrodkami wypoczynkowymi. 
Obecnie we wsi funkcjonuje zajazd, sklep spożywczo-przemysłowy oraz gospodarstwa agroturystyczne. Funkcjonuje także dyskoteka, lecz brak jest punktów kulturalno-oświatowych. Dawniej we wsi była szkoła. Najbliższa stacja kolejowa i przystanek autobusowy znajduje się w pobliskiej w Czerwonce.

## Historia
Wieś lokowana na prawie chełmińskim, na 40 włókach, w tym cztery sołeckie 3 maja 1359 przez biskupa warmińskiego Jana Stryprocka. Zasadźca był Prus o imieniu Suse (stąd pierwotna nazwa wsi). Niemiecka nazwa miejscowości Willms jest późniejsza, wcześniej wieś nosiła pruską nazwę Suszekaym. Po wojnie z lat 1519-1521 sześć włók leżało odłogiem, natomiast w 1586 wieś była już całkowicie zagospodarowana, istniały wówczas dwie karczmy. W 1827 we wsi była szkoła, a językiem nauczania był język polski. W 1783 Wilimy liczyły 30 domów. Podczas wyborów do sejmu Rzeszy w 1893 na polskiego kandydata ks. Antoniego Wolszlegiera, padło tu prawie 80% głosów. W okresie 1920–1939 na terenie wsi działał mąż zaufania Związku Polaków w Niemczech. Działał tu też Jan Benke.